# جون ميلتون بريان سيمبسون
جون ميلتون بريان سيمبسون (بالإنجليزية: John Milton Bryan Simpson)‏ هو قاضي ومحامي أمريكي، ولد في 30 مايو 1903 في كيسيمي في الولايات المتحدة، وتوفي في 22 أغسطس 1987.